# Esqui alpino nos Jogos Olímpicos de Inverno de 2018 - Downhill masculino
A competição de downhill masculino nos Jogos Olímpicos de Inverno de 2018 foi disputado em 15 de fevereiro no Centro Alpino Jeongseon, localizado em Bukpyeong-myeon, Jeongseon.

## Medalhistas
| Ouro   | NOR Aksel Lund Svindal |
| Prata  | NOR Kjetil Jansrud     |
| Bronze | SUI Beat Feuz          |

## Resultados
| Pos. | Bib | Atleta                           | Tempo   | Diferença |
| ---- | --- | -------------------------------- | ------- | --------- |
| 01 ! | 7   | NOR Aksel Lund Svindal           | 1:40.25 | —         |
| 02 ! | 9   | NOR Kjetil Jansrud               | 1:40.37 | +0.12     |
| 03 ! | 5   | SUI Beat Feuz                    | 1:40.43 | +0.18     |
| 4    | 3   | ITA Dominik Paris                | 1:40.79 | +0.54     |
| 5    | 1   | GER Thomas Dreßen                | 1:41.03 | +0.78     |
| 6    | 13  | ITA Peter Fill                   | 1:41.08 | +0.83     |
| 7    | 17  | AUT Vincent Kriechmayr           | 1:41.19 | +0.94     |
| 8    | 4   | FRA Brice Roger                  | 1:41.39 | +1.14     |
| 9    | 11  | AUT Matthias Mayer               | 1:41.46 | +1.21     |
| 10   | 6   | GER Andreas Sander               | 1:41.62 | +1.37     |
| 11   | 16  | AUT Max Franz                    | 1:41.75 | +1.50     |
| 12   | 15  | AUT Hannes Reichelt              | 1:41.76 | +1.51     |
| 13   | 8   | SUI Mauro Caviezel               | 1:41.86 | +1.61     |
| 14   | 2   | CAN Manuel Osborne-Paradis       | 1:41.89 | +1.64     |
| 15   | 12  | NOR Aleksander Aamodt Kilde      | 1:42.18 | +1.93     |
| 16   | 14  | USA Bryce Bennett                | 1:42.22 | +1.97     |
| 17   | 18  | ITA Christof Innerhofer          | 1:42.23 | +1.98     |
| 18   | 10  | FRA Johan Clarey                 | 1:42.39 | +2.14     |
| 19   | 28  | SLO Martin Čater                 | 1:42.53 | +2.28     |
| 20   | 27  | USA Jared Goldberg               | 1:42.59 | +2.34     |
| 21   | 23  | SUI Marc Gisin                   | 1:42.82 | +2.57     |
| 22   | 25  | ITA Emanuele Buzzi               | 1:42.84 | +2.59     |
| 23   | 34  | USA Ryan Cochran-Siegle          | 1:42.96 | +2.71     |
| 23   | 21  | FRA Maxence Muzaton              | 1:42.96 | +2.71     |
| 25   | 29  | GER Josef Ferstl                 | 1:42.98 | +2.73     |
| 26   | 19  | FRA Adrien Théaux                | 1:42.99 | +2.74     |
| 27   | 24  | SLO Boštjan Kline                | 1:43.03 | +2.78     |
| 28   | 22  | CAN Benjamin Thomsen             | 1:43.19 | +2.94     |
| 29   | 39  | SLO Miha Hrobat                  | 1:43.61 | +3.36     |
| 30   | 30  | USA Wiley Maple                  | 1:43.72 | +3.47     |
| 31   | 36  | FIN Andreas Romar                | 1:43.78 | +3.53     |
| 32   | 35  | CAN Dustin Cook                  | 1:43.80 | +3.55     |
| 33   | 20  | SUI Gilles Roulin                | 1:43.88 | +3.63     |
| 34   | 40  | CHI Henrik von Appen             | 1:44.02 | +3.77     |
| 35   | 26  | CAN Broderick Thompson           | 1:44.37 | +4.12     |
| 36   | 38  | DEN Christoffer Faarup           | 1:44.48 | +4.23     |
| 37   | 37  | AND Joan Verdu                   | 1:44.65 | +4.40     |
| 38   | 42  | CZE Filip Forejtek               | 1:44.79 | +4.54     |
| 39   | 48  | KAZ Igor Zakurdayev              | 1:45.01 | +4.76     |
| 40   | 45  | MDA Christopher Hörl             | 1:45.21 | +4.96     |
| 41   | 32  | SRB Marko Vukićević              | 1:45.36 | +5.11     |
| 42   | 41  | POL Michał Kłusak                | 1:45.42 | +5.17     |
| 43   | 49  | LIE Marco Pfiffner               | 1:45.61 | +5.36     |
| 44   | 50  | BLR Yuri Danilochkin             | 1:45.86 | +5.61     |
| 45   | 46  | CZE Jan Hudec                    | 1:46.42 | +6.17     |
| 46   | 47  | CZE Jan Zabystřan                | 1:46.60 | +6.35     |
| 47   | 57  | BOL Simon Breitfuss Kammerlander | 1:47.87 | +7.62     |
| 48   | 53  | KOR Kim Dong-woo                 | 1:47.99 | +7.74     |
| 49   | 51  | UKR Ivan Kovbasnyuk              | 1:48.57 | +8.32     |
| 50   | 55  | KOS Albin Tahiri                 | 1:48.81 | +8.56     |
| 51   | 56  | SRB Marko Stevović               | 1:49.50 | +9.25     |
| 52   | 52  | IRL Patrick McMillan             | 1:49.98 | +9.73     |
| 53   | 54  | HUN Márton Kékesi                | 1:51.72 | +11.47    |
| —    | 31  | SLO Klemen Kosi                  | DNF     |           |
| —    | 43  | AND Marc Oliveras                | DNF     |           |
| —    | 33  | CRO Natko Zrnčić-Dim             | DNS     |           |
| —    | 44  | CZE Ondřej Berndt                | DNS     |           |

Legenda
| Recorde mundial      | Recorde mundial (World record)               |                       | Recorde africano                      | Recorde africano (African) |                                           | Q | Classificado por posição (Qualified) |
| Recorde olímpico     | Recorde olímpico (Olympic record)            | Recorde da América    | Recorde da América (Americas)         | q                          | Classificado por melhor tempo (Qualified) |   |                                      |
| Melhor marca do ano  | Melhor marca do ano (World leading)          | Recorde asiático      | Recorde asiático (Asian)              | DNS                        | Não largou (Did not start)                |   |                                      |
| Recorde nacional     | Recorde nacional (National record)           | Recorde europeu       | Recorde europeu (European)            | DNF                        | Não terminou (Did not finish)             |   |                                      |
| Recorde pessoal      | Recorde pessoal do atleta (Personal best)    | Recorde da Oceania    | Recorde da Oceania (Oceania)          | DSQ / DQ                   | Desclassificado (Disqualified)            |   |                                      |
| Recorde da temporada | Recorde da temporada do atleta (Season best) | Recorde sul-americano | Recorde sul-americano (South America) | NM                         | Sem marca (No mark)                       |   |                                      |